# 太田時男
太田 時男（おおた ときお、1925年11月3日 - 2009年6月9日）は、日本の物理学者。

## 略歴
石川県金沢市生まれ。俳名・千崎登季生（せんざき ときお）。1948年京都帝国大学理学部卒、1962年「塑性的に変形された半導体に於けるゼーベック効果の理論」で理学博士。同副手、石川県立工芸高等学校教諭、金沢高等師範学校講師、教授、金沢大学助手、保安大学校講師、防衛大学校（校名変更）講師、助教授、教授、1965年オレゴン州立大学教授、1968年横浜国立大学教授、1981年水素エネルギー協会会長。1985年工学部長、学長を務めた。1989年定年退官、名誉教授。2001年春勲二等瑞宝章受勲。

## 著書
- 『アインシュタインの生い立ち』日本科学社 1949
- 『高等学校物理学本説』白東書館 1949
- 『X線の話』推古書院 1949
- 『半導体熱電気』日刊工業新聞社 1964
- 『エネルギー変換の基礎』槙書店 1964
- 『近代物理学 工学基礎』槙書店 1969
- 『水素エネルギー』1974 講談社現代新書
- 『エネルギー・システム 多様化時代への提言』日本放送出版協会(NHKブックス) 1976
- 『新・エネルギー論 タテ型思考からヨコ型思考へ』日本放送出版協会 (NHKブックス 1979
- 『ソフト・エネルギー』1980 (講談社現代新書)
- 『情報化時代のエネルギー問題 自然システムに学ぶ』日本放送出版協会 (NHKブックス 1983
- 『エネルギーの未来を探る 水素エネルギーの明日のために』同文書院 おはなし地球科学)1983
- 『水素エネルギー クリーンエネルギーを求めて』森北出版 (近未来技術)1987
- 『数字でみるエネルギーの話』三田出版会 1991
- 『草紅葉 句集』千崎登季生 著 至芸出版社 2008

### 共編著
- 『物理学演習 大学教材』井上信雄,岩永賢三共編 槙書店 1960
- 『提要力学演習』宇佐美誠二共編著 槙書店 1971
- 『自然界の熱エネルギー』編著 同文書院 1984
- 『現代エネルギー基礎論』高橋秀俊共著 オーム社 1984
- 『エネルギーの過去・現在・未来 エネルギー問題を考える』渋川祥子共著 1991 ポプラ社教養文庫
- 『環境にやさしい新エネルギーの開発 太陽・風力・水素』編 同文書院 1993

## 論文
- CiNii>太田時男